# Cabirops lobiformis
Cabirops lobiformis is een pissebed uit de familie Cabiropidae. De wetenschappelijke naam van de soort is voor het eerst geldig gepubliceerd in 1970 door Lemos de Castro.